# Nachfassbrief
Ein Nachfassbrief ist ein Geschäftsbrief oder Teil einer Bewerbung, der eine Thematik aus einem zurückliegenden Geschäftsvorgang nochmals aufgreift. Seine Absicht ist, den zurückliegenden Vorgang zu beleben oder dessen Entwicklung zu klären. 
Beispiel: Ein Unternehmen hat fünf (potenziellen) Kunden Angebote unterbreitet. Nachdem z. B. eine Zeitspanne von zwei Wochen verstrichen ist, und die Kunden sich nicht zu dieser Offerte geäußert haben, sendet ihnen das Unternehmen einen Nachfassbrief, in welchem es auf die erstellten Angebote Bezug nimmt und nachfragt, ob und wie der Angebotsempfänger entschieden hat.
Der Nachfassbrief kann auch als Teil einer Bewerbung für einen Arbeitsplatz verfasst werden. Diese Methode wurde aus dem Amerikanischen übernommen und bildet den Vorgang der aktiven Kommunikation nach einem Vorstellungsgespräch.
Siehe auch: Wiedervorlage, Direktmarketing